# 伊江朝義
伊江 朝義（いえ ちょうぎ、嘉靖17年（1538年） - 萬暦14年（1586年））は、琉球王国第二尚氏王統第四代国王尚清の第七王子。唐名は尚宗賢、童名 (琉球諸島・奄美群島)は金千代金。第二尚氏王朝の第四代国王尚清の七男。伊江御殿の元祖。嘉靖年間羽地間切総地頭職、その後伊江島総地頭職に転任。

## 系譜
- 父：尚清　（第二尚氏王統四代国王）
- 母：城之大按司志良禮・童名眞鶴金
  - 兄（長男）：尚禎（中城王子）（母は后徳）
  - 兄（次男）：尚元王（久米中城王子）（母は妃）
  - 兄（三男）：尚楊叢、勝連王子朝宗（新里殿内一世）
  - 兄（四男）：尚鑑心（大伊江王子）
  - 兄（五男）：尚桓・北谷王子朝里（与那覇殿内一世）
  - 兄（六男）：尚范国・東風平王子朝典（玉城御殿一世）
  - 弟（八男）：尚洪徳、読谷山王子朝苗（玉川御殿一世、母は礼室）
  - 弟（九男）：尚龔礼・豊見城王子朝喬（伊良波殿内一世）
  - 弟（十男）：尚悦・羽地王子朝武（喜屋武殿内一世、母は誠淑）
  - （長女）：阿応利屋恵按司加那志（高級祝女（阿応利屋恵））
  - （次女）：首里大君按司加那志（高級祝女（首里大君））

- 室：伊江阿屋按司志良禮・童名眞加戸樽
  - 長男：向種徳・伊江按司朝恒（嘉靖三十九年〜萬暦二十四年）
  - 長女：君辻按司・童名眞鶴金（嘉靖四十年〜崇禎三年、號桂岳、向恭安・越来按司朝村室）
  - 次女：眞宇志金（嘉靖四十三年〜萬暦三十年、豊國弼浦添親方元良室）
  - 三女：眞鍋樽（隆慶二年〜萬暦二十一年、向萬祀・東風平按司朝易室）
  - 次男：向文徳・伊江按司朝仲（兄朝恒の跡目）（隆慶六年〜）
  - 朝仲室：思戸金（向宗文・具志頭按司朝受女）
  - 朝仲継室：思乙金（鄭迵・謝名親方利山女、〜康煕十四年）